# Дримонім
Дримонім (від грец. δρυμο «ліс» та όνομα «назва») — вид топоніма, власна назва будь-якої лісової ділянки, самого лісу, бору, кущових насаджень. У населених пунктах вживання цих іменувань не є обов'язковими, як і саме їх існування. Назва утворюється на основі говіркового мовлення, тому рідко згадується в офіційних документах, а лише побутує у розмовній лексиці мешканців населеного пункту, де знаходиться це насадження. Іноді на позначення одного і того самого об'єкта є декілька варіантів назв.
Приклади дримонімів: біловезька пуща, сосновий бір, вільшина, трічанський ліс, березові колки.